# Arma Tactics
Arma Tactics je tahová strategie se souboji na blízko, vyvíjená společností Bohemia Interactive Studio.
Hráč ovládá čtyři členy Special Forces s cílem přesunout je z bodu A do bodu B, ale je jen na něm, jakou cestou se vydá. Při přesunu se potýká s nepřítelem. Nejdůležitější složkou hry je taktický postup.
Hra také obsahuje systém zkušeností a vylepšování schopností vojáků a jednoduchý editor misí.